# Ghimeș-Făget (gmina)
Ghimeș-Făget – gmina w Rumunii, w okręgu Bacău. Obejmuje miejscowości Bolovăniș, Făget, Făgetu de Sus, Ghimeș, Răchitiș i Tărhăuși. W 2011 roku liczyła 5094 mieszkańców.